# Steeven Saba
Pour les articles homonymes, voir Saba (homonymie).
Steeven Saba, né le 24 février 1993 à Port-au-Prince, est un footballeur international haïtien. Il joue au poste de milieu de terrain.  Il est sélectionné pour la première fois en équipe nationale en 2018, puis devient en 2019 lors de la Gold Cup 2019 un pilier de la sélection au milieu du terrain,.

## Biographie

### Enfance et formations
Steeven Saba est le fils de Grégory Saba, footballeur international haïtien. Il nait et grandit à Port-au-Prince en Haïti mais a également la nationalité américaine. Il joue en équipe de jeunes avec le FC Shana. Lors d'un tournoi en moins de dix-sept ans disputé aux Îles Caïmans, il attire l'attention d'un formateur de la Weston Academy basée à Miami. Il rejoint les États-Unis en 2009 et intègre le réseau d'équipes de jeunes américaines. Alors qu'il évolue en sélection américaine des moins de 19 ans, il se blesse une première fois gravement au genou et subit en tout et pour tout trois blessures successives aux genoux qui le tiennent éloigné des terrains durant durant plus de trois ans. Il est étudiant au Miami Dade College en 2011.

### Carrière en club
À son retour en Haïti, il rejoint le Violette AC en deuxième division et remporte le titre 2018. Saba et le Violette AC sont promus en D1 pour le Tournoi d'ouverture 2019 et se classent 9e sur 16. 
Alors que sa sélection par Marc Collat est critiquée, ses performances lors de la Gold Cup 2019 sont remarquées et attirent l'intérêt de clubs étrangers. Il retrouve néanmoins ses coéquipiers au Violette AC après cette compétition mais le tournoi de clôture 2019 est interrompu en décembre à 10 journées de la fin de saison.
Dans ce contexte en janvier 2020, il rejoint l'Impact de Montréal pour un essai durant la préparation de la saison 2020 de la MLS. Le 4 février, il signe avec l'Impact de Montréal un contrat d'une saison avec deux ans en option.

### Carrière internationale
Steeven Saba reçoit sa première sélection avec l'équipe d'Haïti, le 30 mai 2018, lorsqu'il est convoqué par Marc Collat afin de disputer une rencontre amicale contre l'Argentine (match perdu 0-4).
Un an plus tard, il est retenu par Collat pour disputer la Gold Cup organisée aux États-Unis. Il se distingue lors de cette compétition en marquant un but, contre le Nicaragua. Saba figure également parmi les onze meilleurs joueur de la phase de poule de la compétition.

## Palmarès
- Violette AC :
  - Champion de deuxième division en 2018.
  - Vainqueur du Championnat des clubs caribéens de la CONCACAF en 2022

## Récompenses individuelles
- Sportif haïtien de l'année 2019 désigné par Ticket Magazine[8]